# Marnie Fogg
Pour les articles homonymes, voir Fogg.
Marnie Fogg est une écrivaine, consultante pour les médias et conférencière britannique spécialisée sur le domaine de la mode. 

## Biographie
Au cours de sa carrière, Marnie Fogg publie plusieurs ouvrages dont principalement Boutique: A 60's Cultural Phenomenon en 2003, Tout sur la mode en 2013, Pourquoi ceci n'est pas une faute de goût, en 2014 ou encore Pourquoi est-ce un chef-d’œuvre ?. Pour ses ouvrages traduits en français, elle est publiée entre autres chez Eyrolles ou Flammarion.

## Quelques publications
- Marnie Fogg (dir.) et al. (trad. Denis-Armand Canal et al., préf. Valerie Steele), Tout sur la mode : Panorama des chefs-d’œuvre et des techniques, Paris, Flammarion, coll. « Histoire de l'art », octobre 2013 (1re éd. 2013 Thames & Hudson), 576 p. (ISBN 978-2081309074)
- Marnie Fogg, Pourquoi est-ce un chef-d’œuvre ? : 80 créations de mode expliquées [« When Fashion Really Works »], Eyrolles, octobre 2013, 223 p. (ISBN 978-2-212-55665-0)